# Massignano
Massignano es una comuna italiana de la provincia de Ascoli Piceno en Marcas.

## Evolución demográfica
| Gráfica de evolución demográfica de Massignano entre 1861 y 2001 |
|                                                                  |
| Fuente ISTAT - Gráfica elaborada por Wikipedia                   |

## Administración
- Alcalde: Marino Mecozzi
- Fecha de asunción: 8 de junio de 2009
- Partido: lista civica ("Uniti per Massignano")
- Teléfono de la comuna:0735 72112

## Ciudades hermanas
Massignano está hermanada con la ciudad de Pfaffenhausen Alemania